# 金森廣
金森 廣（かなもり ひろし）は、日本の実業家。元サウディ石油化学社長、韓国三菱商事社長。長崎県出身。

## 経歴・人物
長崎県立長崎東高等学校を経て、九州大学工学部応用化学科に進学。同期には竹下道夫（宇部興産社長）がいる。1973年に同大学を卒業後、三菱商事入社。同社では化学畑を歩み、1998年にサウジ基礎産業公社とサウディ石油化学の合弁会社であるSHARQに出向、2000年本店ポリエステル原料ユニットマネージャー、2002年台湾三菱商事副総経理、2004年韓国三菱商事社長、2006年本店理事化学品グループCEOオフィス室長を歴任した。2010年にサウディ石油化学常務となり、2011年3月同社社長に就任。中東協力センター理事も務めた。2016年3月に社長を退任。